# Zemunik Gornji
Zemunik Gornji falu Horvátországban Zára megyében. Közigazgatásilag Zemunik Donjihoz tartozik.

## Fekvése
Zára központjától légvonalban 16 km-re, közúton 22 km-re, községközpontjától 4 km-re keletre, Dalmácia északi részén, Ravni kotar síkságának közepén fekszik.

## Története
A Zemunikhoz tartozó területet 1570 körül szállta meg az Oszmán Birodalom, majd ezzel szinte egyidejűleg szerb lakosság telepedett le itt. A török elűzése után újra velencei fennhatóság alá került. 1797-ig a Velencei Köztársaság része volt, majd miután a francia seregek felszámolták a Velencei Köztársaságot osztrák csapatok szállták meg. 1809-ben az Első Francia Császárság Illír Tartományának része lett. 1815-ben a bécsi kongresszus újra Ausztriának adta, amely a Dalmát Királyság részeként Zárából igazgatta 1918-ig. A településnek 1880-ban 375, 1910-ben 629 lakosa volt. Az első világháborút követően előbb a Szerb–Horvát–Szlovén Királyság, majd Jugoszlávia része lett. Lakosságának mintegy kétharmada szerb, egyharmada horvát nemzetiségű volt. A délszláv háború során a községnek ez a része, Gornji Zemunikkal szerb megszállás alatt volt. 1993. január 22-én a „Maslenica” hadművelet során foglalták vissza a horvát csapatok. Szerb lakói nagyrészt elmenekültek. 2010 körül a szerbek üresen maradt házaiba romák akartak beköltözni, mely a helyi lakosság erőteljes tiltakozását váltotta ki. 2011-ben 410 lakosa volt, akik főként mezőgazdasággal, állattenyésztéssel foglalkoztak.

## Lakosság
| Lakosság változása | Lakosság változása | Lakosság változása | Lakosság változása | Lakosság változása | Lakosság változása | Lakosság változása | Lakosság változása | Lakosság változása | Lakosság változása | Lakosság változása | Lakosság változása | Lakosság változása | Lakosság változása | Lakosság változása | Lakosság változása |
| ------------------ | ------------------ | ------------------ | ------------------ | ------------------ | ------------------ | ------------------ | ------------------ | ------------------ | ------------------ | ------------------ | ------------------ | ------------------ | ------------------ | ------------------ | ------------------ |
| 1857               | 1869               | 1880               | 1890               | 1900               | 1910               | 1921               | 1931               | 1948               | 1953               | 1961               | 1971               | 1981               | 1991               | 2001               | 2011               |
| 0                  | 0                  | 375                | 462                | 514                | 629                | 716                | 766                | 1.077              | 1.296              | 1.322              | 1.198              | 1.249              | 1.310              | 387                | 410                |

## Nevezetességei
Munkás Szent József tiszteletére szentelt római katolikus temploma 1977-ben épült, 1992. január 4-én a szerbek lerombolták. A templomot teljesen újjá kellett építeni, melyet 2002. április 27-én szentelt fel Ivan Prenđa zárai érsek. A templom szembemiséző oltára kőből készült, kő ambóval. Szent József szobra kő talpazaton áll. A templom melletti harangtoronyban, melynek felső részén négy, jellegzetes kereszt alakú ablak van két harang található.